# Стягиваемое пространство
Стягиваемое пространство — топологическое пространство, гомотопически эквивалентное точке. Это условие равносильно тому, что тождественное отображение на {\displaystyle X} гомотопно постоянному.
Локально стягиваемое пространство — топологическое пространство, каждая точка которого обладает стягиваемой окрестностью.

## Свойства
Пространство {\displaystyle X} стягиваемо тогда и только тогда, когда существует {\displaystyle x_{0}\in X} такое, что {\displaystyle \{x_{0}\}} — деформационный ретракт пространства {\displaystyle X}.
Стягиваемые пространства всегда односвязны; обратное утверждение, в общем случае, не имеет места, стягиваемость — более сильное ограничение, чем односвязность.
Всякое непрерывное отображение стягиваемых пространств является гомотопической эквивалентностью. Два любых непрерывных отображения произвольного пространства в стягиваемое гомотопны; притом если два любых непрерывных отображения в {\displaystyle X} гомотопны, то {\displaystyle X} — стягиваемое пространство.
Конус {\displaystyle \mathrm {C} X} для данного пространства {\displaystyle X} — стягиваемое пространство, таким образом, любое пространство {\displaystyle X} может быть вложено в стягиваемое, что, в свою очередь, свидетельствует о том, что не всякое подпространство стягиваемого пространства стягиваемо. Кроме того, {\displaystyle X} стягиваемо тогда и только тогда, когда существует ретракция {\displaystyle \mathrm {C} X\to X}.

## Примеры и контрпримеры
Стягиваемы {\displaystyle n}-мерное вещественное пространство {\displaystyle \mathbb {R} ^{n}}, любое выпуклое подмножество евклидова пространства, в частности — {\displaystyle n}-мерный шар.
Сфера в бесконечномерном гильбертовом пространстве стягиваема, но при этом {\displaystyle n}-мерные евклидовы сферы нестягиваемы. Всякое непрерывное отображение {\displaystyle n}-мерной сферы в стягиваемое пространство можно непрерывно продолжить на {\displaystyle n+1}-мерный шар.
Другие примечательные стягиваемые пространства — многообразие Уайтхеда (трёхмерное многообразие, не гомеоморфное {\displaystyle \mathbb {R} ^{3}}), многообразие Мазура (четырёхмерное гладкое многообразие с краем, не диффеоморфное четырёхмерному шару), дом Бинга, шутовской колпак.
Все многообразия и CW-комплексы локально стягиваемы, но не стягиваемы в общем случае.